# جباع
جباع (به عربی: جباع) یک منطقهٔ مسکونی در لبنان است که در استان نبطیه واقع شده‌است.

## سرشناسان
- زهره الحر: (۱۹۱۷ – ۱۱ فوریه ۲۰۰۴) شاعر. [۲]